# Mythicomyia habra
Mythicomyia habra är en tvåvingeart som beskrevs av Axel Leonard Melander 1961. Mythicomyia habra ingår i släktet Mythicomyia och familjen svävflugor. Inga underarter finns listade i Catalogue of Life.